# Almindelig kjove
Almindelig kjove (Stercorarius parasiticus) er en fugl i kjovefamilien, der yngler på den arktiske tundra og langs kysterne rundt om Ishavet. Den har tidligere ynglet i Danmark på Læsø i løbet af det 19. århundrede. I nutiden passerer den Danmark forår og efterår på vej til og fra vinteropholdsstederne i Vestafrika og Sydamerika. Navnet kjove kommer af det færøske "kjógvi".

## Udseende
Almindelig kjove har en længde på ca. 44-49 centimeter (inklusive de forlængede halefjer) og et vingespænd på 110-125 centimeter. Fjerdragten findes i mere eller mindre mørke udgaver. Den mørke fase af almindelig kjove har mørkebrun fjerdragt på både ryg og bug, mens den lyse fase af almindelig kjove er næsten hvid på bryst og bug. Dens ryg, hoved og vinger er mørkebrune. Alle variationer har mørk overside og hvide vingefelter. Det er ofte vanskeligt at henføre en bestemt fugl til en af de to former. Man kan derfor regne med tre farvefaser – mørk fase, lys fase og en mellemfase. De mørke fugle udgør for eksempel størstedelen af bestanden på Færøerne, men kommer man længere mod deres nordlige udbredelsesområde bliver den lyse fase hyppigere.

## Yngletiden
Almindelig kjove foretrækker at yngle i fugtige, lave områder som eng og mose. Kolonierne kan variere i størrelse. men kan ofte være op til 300 par. Rederne lægges med 10–20 meters mellemrum og fuglene er ligesom hos storkjoven territoriehævdende, men hvert par har kun et mindre område. I maj-juni lægges æggene. Reden består af en flad skål foret med tørt græs. Der lægges som regel to æg, som er mørke med brun bundfarve og med mørke næsten sorte pletter. Efter 3-4 uger klækkes æggene og ungerne har i begyndelsen en beigefarvet dundragt, som hurtigt afløses af en rødlig brun fjerdragt. Deres farver harmonerer godt sammen med omgivelserne, og det kan være vanskeligt at finde dem i den tætte vegetation. Hvis man nærmer sig kolonien dykker kjoverne med skrig mod forstyrreren. Desuden hvis man er i nærheden af æg eller unger, kan de voksne fugle for at få forstyrreren væk fra ungerne spille syge. Efter 4-5 uger er ungerne flyvefærdige.

## Føde
Almindelig kjove har en interessant fødebiologi, idet de ofte parvis forfølger andre fugle som f.eks ride, havterne og lunde, hvorved de får dem til at slippe byttet. I ynglesæsonen tager indlandsfuglene fugleæg og –unger, mindre pattedyr samt insekter og bær, mens de i vinterkvarteret også kan tage fiskeriaffald

## Forekomst
Den almindelige kjove yngler på den arktiske tundra og langs kysterne rundt om Ishavet.  I Europa yngler den på Island, Færøerne, Storbritannien, Norge, Sverige og og Finland. De største bestande findes i nærheden af kolonier af lunder og havterner, hvor de har gode muligheder for at finde (røve) føde. De opholder sig i nærheden i mindre kolonier, hvor de kan samarbejde om at forsvare rederne.
Mange af de yngre ikke ynglende fugle forbliver i sydligere farvande eller besøger kun ynglepladserne kortvarigt i de første somre.